# تیتوس آندرونیکوس

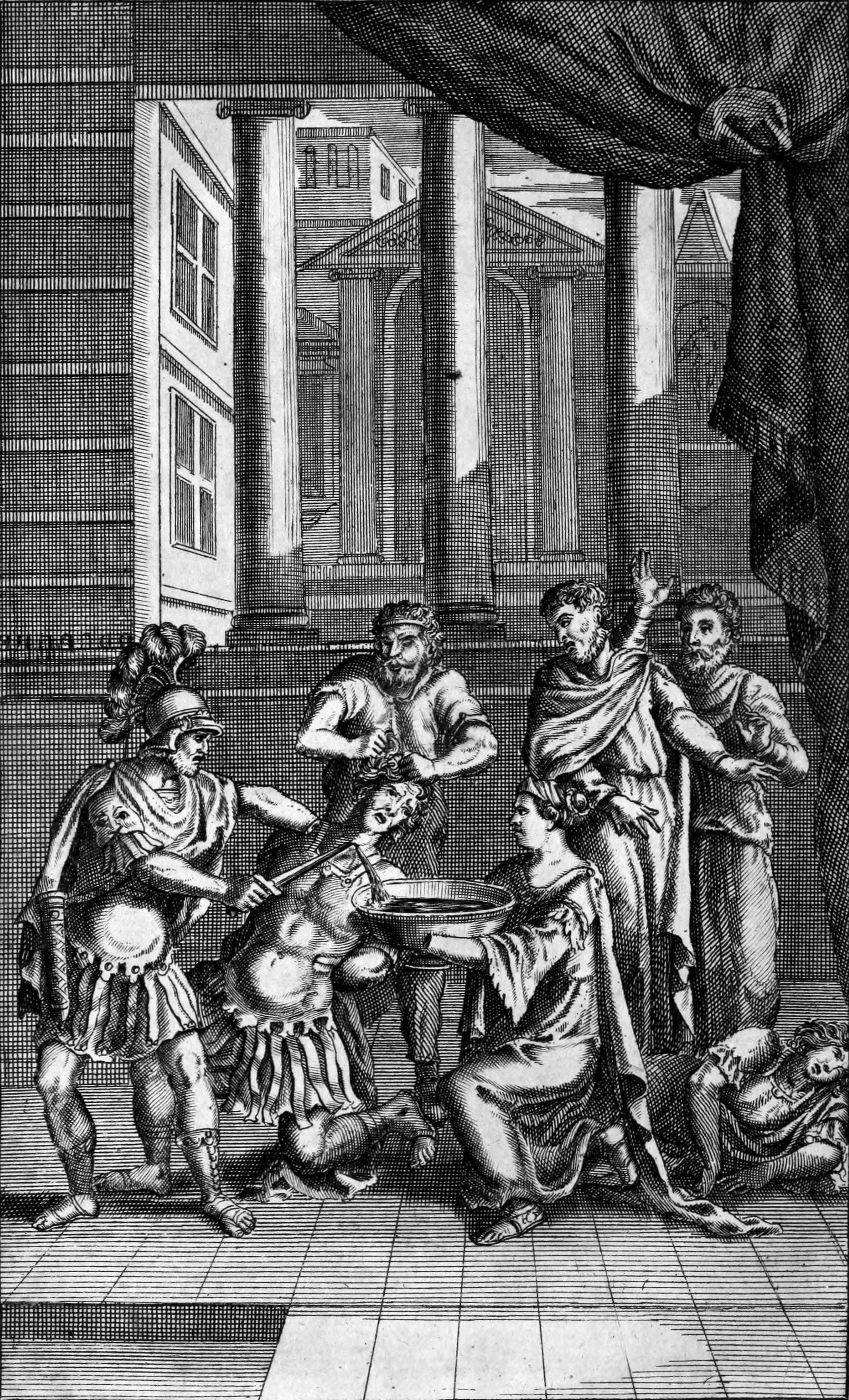
تصویری از مرگ کایرون و دیمیتریوس از پرده پنجم، صحنه نخست، اثر نیکلاس رو (۱۷۰۹)

تیتوس آندرونیکوس یکی از آثار تراژدی است که توسط ویلیام شکسپیر و احتمالاً با همکاری مترجم، شاعر و نمایش‌نامه‌نویس انگلیسی، جورج پیل در بین سال‌های ۱۵۸۸ تا ۱۵۹۳ نگاشته شده‌است. به نظر می‌رسد تیتوس آندرونیکوس نخستین تراژدی باشد که شکسپیر آن را نگاشته‌است، تراژدی که محتملاً شکسپیر به منظور رقابت با اثر هم‌عصر آن یعنی نمایش خونخواهی نوشته‌بود. این نمایش‌نامه خونین‌ترین و خشن‌ترین اثر ویلیام شکسپیر است. هر چند که این اثر در آن روزها پر مخاطب بود ولی در سده هفدهم میلادی تب محبوبیت آن فروکش کرد. در دوره ویکتوریا به دلیل آنکه در این تراژدی مکرراً از صحنه‌های خشونت‌آمیز و خونین استفاده شده‌بود، از اجرای آن ممانعت به عمل آمد. اما این نمایش‌نامه از اواسط سده بیستم میلادی، اعتبار از دست رفته خود را بار دیگر به دست آورد.

## شخصیت‌ها
- تیتوس آندرونیکوس (Titus Andronicus): ژنرال مشهور رومی و فرمانده سپاه روم
- ساتورنینوس (Saturninus): پسر بزرگ امپراتور فقید روم
- باسیانوس (Bassianus): برادر ساتورنینوس و عاشق لاوینیا
- مارکوس آندرونیکوس (Marcus Andronicus): برادر تیتوس و عضو هیئت مدافعان حقوق مردم
- لوسیوس (Lucius): پسر تیتوس
- کوئینتوس (Quintus): پسر تیتوس
- مارتیوس (Martius): پسر تیتوس
- موتیوس (Mutius): پسر تیتوس
- لوسیوس جوان (Young Lucius): نوه‌ی تیتوس و فرزند کوچک لوسیوس
- امیلیوس (Aemilius): از نجیب زادگان روم
- پوبلیوس (Publius): پسر مارکوس آندرونیکوس
- سمپرونیوس (Sempronius): از بستگان تیتوس آندرونیکوس
- کایوس (Caius): از بستگان تیتوس آندرونیکوس
- والنتیوس (Valentius): از بستگان تیتوس آندرونیکوس
- آلاربوس (Alarbus): پسر تامورا
- دمتریوس (Demetrius): پسر تامورا
- چیرون (Chiron): پسر تامورا
- هارون (Aaron): یک عرب زنگی که با تامورا رابطه‌ی نامشروع دارد.
- تامورا (Tamora): ملکه‌ی گتها
- لاوینیا (Lavinia): دختر تیتوس آندرونیکوس

(مدافعان مردم، سروان، پیک، دلقک، گتها و رومیها، پرستار، نوزادی سیاه، سربازان و مستخدمان)

## داستان

### پرده اول
- صحنه اول (رم): بعد از مرگ امپراتور روم، دو پسر او یعنی ساتورنینوس و باسیانوس برای کسب عنوان پادشاهی سعی در متقاعد کردن مردم دارند که آن‌ها برای حکومت شایسته‌تر هستند. این در حالی است که تیتوس آندرونیکوس سردار محبوب و قدرتمند روم به تازگی از نبردی ده ساله با گوت‌ها برگشته و ملکه آنها و پسرانش را به اسیری آورده که خدمت بزرگی برای روم محسوب می‌شود. مارکوس آندرونیکوس برادر تیتوس و تریبون روم مردم را مجاب می‌کند که تیتوس برای جانشینی امپراتور فقید مناسب‌تر است. تیتوس به انتقام خون پسرش که در این جنگ کشته شد، فرزند ارشد تامورا، آلاربوس را با وجود التماس های مادرش تامورا قربانی می‌کند و تامورا عهد می‌کند که انتقام این کار را به مشابه ملکه تروآ از تیتوس بگیرد.[۲] تیتوس که به گفته‌ی سولون [۳] معتقد است چندان برای پسرانش نگران نیست و آن‌ها را سعادتمند می‌داند. مارکوس به تیتوس اطلاع می‌دهد که مردم او را برای پادشاهی برگزیده‌اند ولی تیتوس این منصب را نمی‌پذیرد چون خود را برای حکومت نامناسب می‌داند. ساتورنینوس که فرصت را مناسب می‌داند مجدداً برای کسب امپراتوری سعی در جلب نظر مردم دارد و تیتوس هم از او حمایت کرده و در نهایت ساتورنینوس به عنوان پادشاه انتخاب می‌شود. ساتورنینوس برای تشکر از تیتوس به لاوینیا، دختر تیتوس تقاضای ازدواج می‌دهد تا او را به ملکه روم تبدیل کند ولی قرار ازدواج لاوینیا قبلاً با باسیانوس گذاشته شده بود و این کار امپراتور برخلاف قوانین روم است. تیتوس میل ندارد دخترش را به باسیانوس بدهد ولی او با کمک پسران تیتوس لاوینیا را فراری می‌دهد. تیتوس که آبروی خود را بر باد رفته می‌بیند با خشونت پسرش موتیوس را که قصد فراری دادن لاوینیا را دارد می‌کشد. ساتورنینوس که فکر می‌کند تیتوس قصد دارد او را تحقیر کند با تامورا قرار ازدواج گذاشته و اورا به پانتئون می‌برد تا در آنجا با هم ازدواج کنند. تیتوس هم در مقبره خانوادگی خود موتیوس را به خاک می‌سپارد. تامورا، ساتورنینوس را مجاب می‌کند که با تیتوس خوش‌رفتاری کند چون تیتوس اعتبار زیادی پیش مردم دارد. ساتورنینوس برخلاف میل باطنی از تیتوس معذرت خواهی کرده و همه برای انجام مراسم عروسی راهی معبد خدایان می‌شوند.

### پرده دوم
- صحنه اول (روبروی قصر پادشاه): هارون عربی است که به همراه اسرای جنگی به روم آورده شد، او معشوقه‌ی پنهانی تامورا است و از اینکه تامورا در روم به مقام بالایی رسیده، خوشحال است. پسران تامورا که دچار علاقه‌ای شدید به لاوینیا شده‌اند، قصد دارند به هر ترتیبی که شده به او دست بیابند، حتی به قیمت کشتن باسیانوس که با لاوینیا ازدواج کرده است. هارون هم در این نقشه با آنها کمک می‌کند.
- صحنه دوم (جنگل): تیتوس و ساتورنینوس و همراهان برای شکار به جنگل می‌آیند در حالی که ملکه و پسرانش نقشه‌ی شومی در سر دارند.

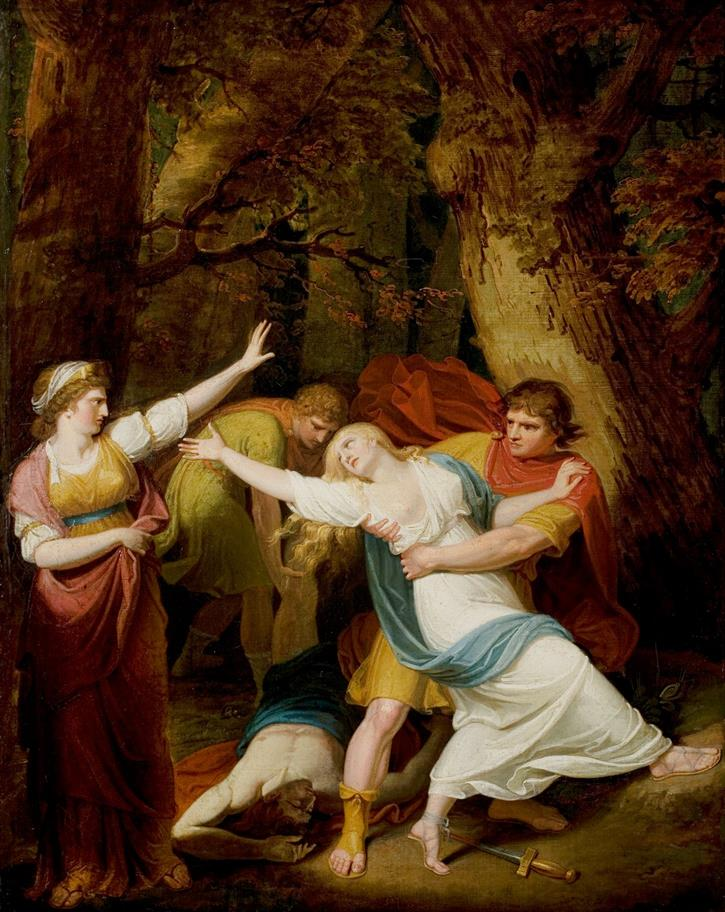
تامورا، لاوینیا، دمتریوس و چیرون اثر ساموئل وودفورد (۱۷۹۳)

- صحنه سوم (جنگل): تامورا و هارون در این گوشه از جنگل مشغول فراهم کردن نقشه‌ای برای انتقام از تیتوس هستند. لاوینیا و باسیانوس هم که به آنجا رسیده‌اند متوجه خیانت تامورا به ساتورنینوس می‌شوند چون در حالی که ساتورنینوس و تیتوس در آن گوشه از جنگل به شکار مشغول هستند، تامورا مخفیانه مشغول معاشقه با هارون است. چیرون و دمتریوس که به دنبال لاوینیا آمده‌اند برای از سر راه برداشتن باسیانوس درنگ نمی‌کنند و او را به جرم افترا بستن به ملکه می‌کشند. بعد هم جسد او را درون گودالی که از پیش توسط هارون مشخص شده انداخته و لاوینیا را به درون جنگل می‌کشند تا به او تجاوز کنند. هارون، دو پسر تیتوس یعنی کوئینتوس و مارتیوس را برای دیدن پلنگی که شکار کرده به کنار گودالی می‌آورد ولی مارتیوس به داخل همان گودالی که جسد باسیانوس در آن است افتاده و کوئینتوس هم در حین بالا کشیدن او داخل گودال می‌افتد. تامورا و هارون با فریب دادن ساتورنینوس، پسران تیتوس را قاتل معرفی کرده و آن‌ها دستگیر شده و برای مجازاتی سنگین به روم برده می‌شوند.
- صحنه چهارم (جنگل. مکانی ساکت): چیرون و دمتریوس لاوینیا را مثله کرده و در جنگل رها می‌کنند به طوری که نتواند حقیقت را فاش کند. مارکوس هم که به آنجا رسیده او را پیدا کرده و با غم و اندوه فراوان او را که به مانند فیلوملا [۴] در رنج و عذاب است به نزد تیتوس می‌برد.

### پرده سوم
- صحنه اول (خیابانی در روم): کوئینتوس و مارتیوس به جرم قتل برادر پادشاه به اعدام محکوم شده‌اند. تیتوس که تحمل این بی‌عدالتی را ندارد به مقامات التماس می‌کند تا پسرانش را نجات دهد ولی هیچ کس به تیتوس اهمیت نمی‌دهد و تیتوس با عجز و لابه روی زمین می‌گرید. لوسیوس که قصد آزاد کردن برادرانش را دارد محکوم به تبعید از روم می‌شود. مارکوس هم لاوینیا را پیش تیتوس آورده و تیتوس با دیدن لاوینیا در این حال از فرط غم و اندوه کمر خم می‌کند. هارون پیش آن‌ها آمده و اعلام می‌کند که پادشاه حاضر است در ازای دست بریده‌ی یکی از آن‌ها حکم عفو پسران تیتوس را بدهد. تیتوس و مارکوس و لوسیوس بر سر اینکه کدام دست باید قطع شود جدال می‌کنند و در نهایت هارون دست تیتوس را قطع کرده و می‌برد ولی در عوض آن سر دو پسرش را تحویل می‌دهد. تیتوس که دیگر تحمل این رفتارها را ندارد به پسرش لوسیوس فرمان می‌دهد که به نزد گوت‌ها رفته و سپاهی را گرد بیاورد و به روم حمله کند تا انتقام بگیرد و شاه و ملکه‌اش را چون تارکوین[۵] از روم بیرون بیندازد.

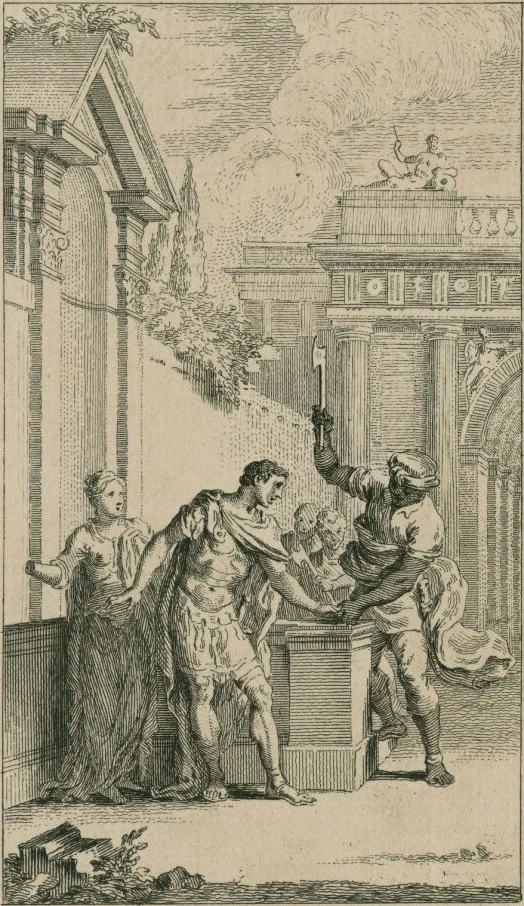
هارون دست تیتوس را قطع می‌کند (۱۷۴۰)

- صحنه دوم (مجلس ضیافتی در خانه تیتوس): تیتوس در این صحنه قصد دارد وانمود کند که بر همه چیز تسلط دارد و غم و اندوه را از خود را از خود دور کرده ولی رفتار او مشخص می‌کند که از شدت غم درونی در شرف دیوانه شدن است.

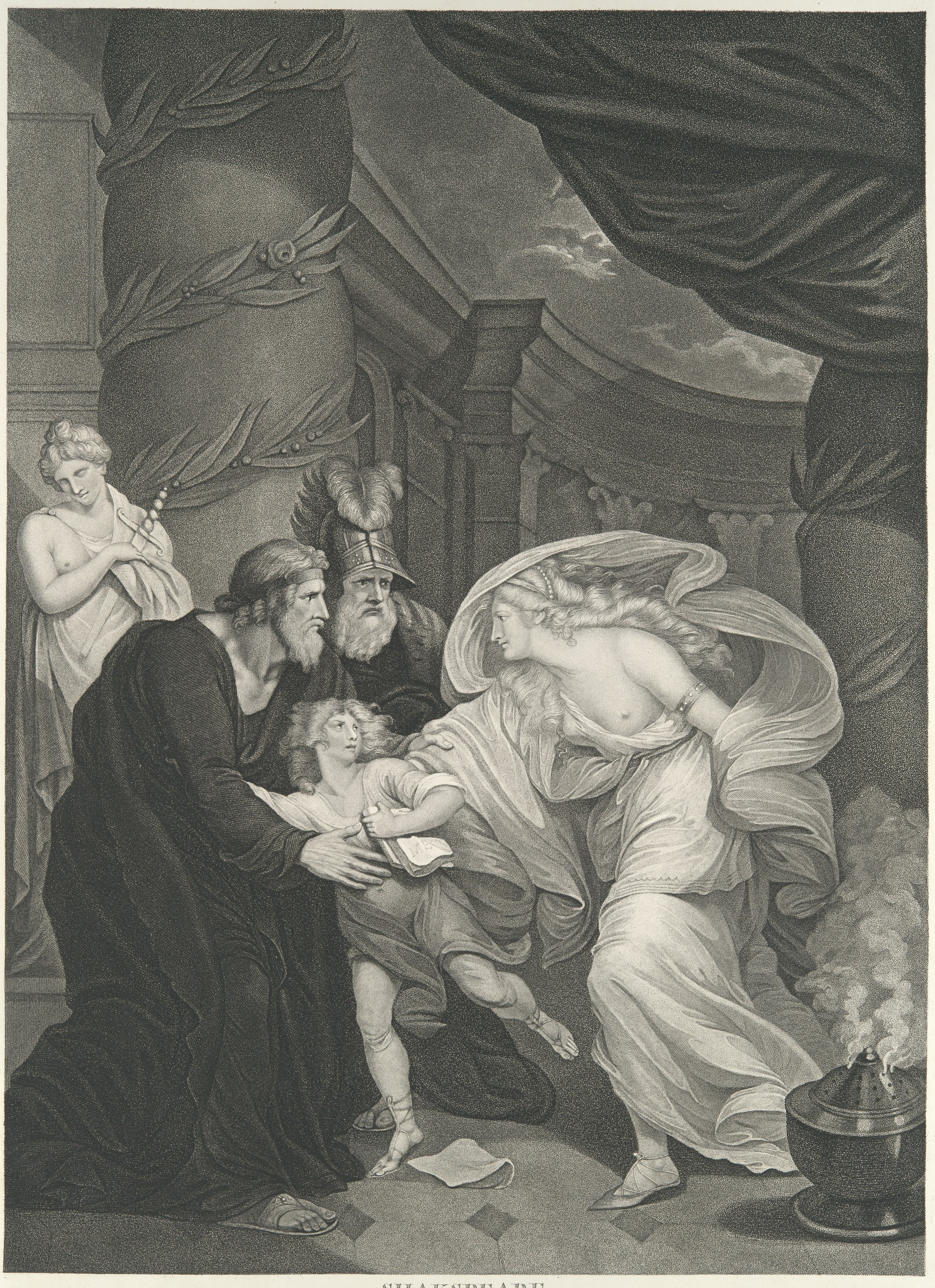
لاوینیا در تعقیب لوسیوس

### پرده چهارم
- صحنه اول (رم. باغ خانه‌ی تیتوس): لاوینیا قصد دارد عاملان این جنایت نسبت به خود را به تیتوس معرفی کند برای همین با کمک تکه چوبی روی شن اسم چیرون و دمتریوس را نوشته و همه متوجه می‌شوند که پسران تامورا مرتکب این عمل قبیح شده‌اند. تیتوس شروع به طرح نقشه‌ای می‌کند تا به فجیع‌ترین شکل ممکن انتقام دخترش را از تامورا بگیرد.

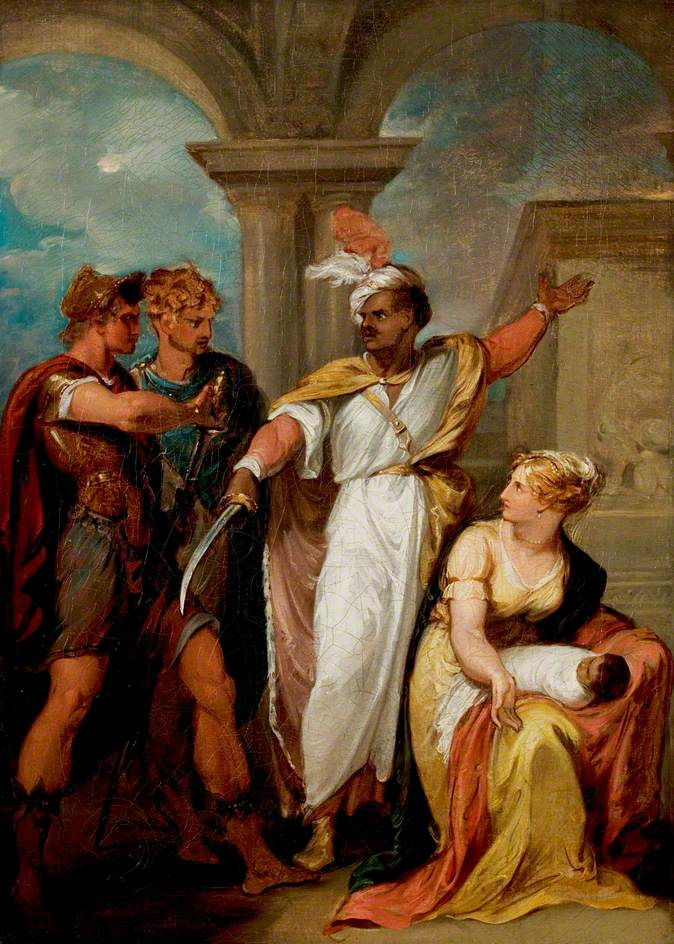
هارون، دمتریوس، چیرون، پرستار و کودک اثر توماس کریک (۱۷۹۶)

- صحنه دوم (اتاقی در قصر): پسر لوسیوس به فرمان پدربزرگش هدایایی را مزین به اشعاری برای چیرون و دمتریوس می‌فرستد. آنها مطمئن می‌شوند که تیتوس از عمل آنها خبر دارد و قصد دارد غیر مستقیم این را به آنها بفهماند. از آن سو تامورا که در وضع حمل است کودکی را متولد می‌کند که در واقع نتیجه رابطه‌ی هارون و تامورا است و رنگی سیاه دارد. پسران تامورا قصد دارند این کودک را بکشند ولی هارون مانع شده و برای اینکه راز آنها برملا نشود پرستاری که بچه را آورده میکشد و یک کودک دیگر که والدین فقیری دارد را با طلا خریده و به جای فرزند امپراتور جا میزند، بعد هم به همراه کودکش که حاصل رابطه‌ای گناه آلود است به سمت گوت‌ها می‌رود تا فرزندش را بزرگ کند.
- صحنه سوم (مکانی عمومی): تیتوس برای دادخواهی به خدایان گوناگون متوسل شده و با ارسال تیرهایی به سمت آنها قصد دارد از ساتورنینوس در نزد آن‌ها شکایت کند. بعد هم نامه‌ای از جانب خود به دلقک داده تا آن را به ساتورنینوس تحویل دهد.
- صحنه چهارم (قصر پادشاه): ساتورنینوس که نامه‌های تیتوس را که بوسیله تیر در سرتاسر شهر پخش شده را دریافت کرده و از این گستاخی تیتوس به شدت عصبانی می‌شود به طوری که بعد از دریافت نامه‌ای که به دست دلقک آورده شده، دستور اعدام دلقک را صادر می‌کند. بعد هم به نگهبانان فرمان می‌دهد تا تیتوس را دستگیر کنند ولی خبر می‌رسد که لوسیوس با سپاهی از گوت‌ها راهی روم شده تا انتقام بگیرد. ساتورنینوس می‌داند که این برای حکومتش بسیار خطرناک است برای همین امیلیوس را برای مذاکره به نزد لوسیوس می‌فرستد.

### پرده پنجم
- صحنه اول (دشت‌های اطراف روم): لوسیوس به همراه گوت‌ها که از اعمال ساتورنینوس در خشم هستند و تیتوس را هم به عنوان دشمن و هم به عنوان یک مرد دلیر می‌شناسند با لوسیوس هم‌دست شده‌اند. در راه روم آن‌ها هارون را به همراه کودکش دستگیر کرده و قصد کشتن هر دو را می‌کنند ولی هارون در ازای گفتن حقایق تقاضا می‌کند که آن کودک را زنده بگذارند. وقتی لوسیوس روایت این‌همه جرم و جنایت را از هارون می‌شنود و خوشحالی او را از انجام این کارها می‌بیند فرمان می‌دهد که او را به روم بیاورند چون مرگ سریع جواب چنین جنایت‌هایی نیست. بعد از این امیلیوس به آنجا آمده و درخواست مذاکره در خانه‌ی تیتوس را می‌دهد و لوسیوس می‌پذیرد.

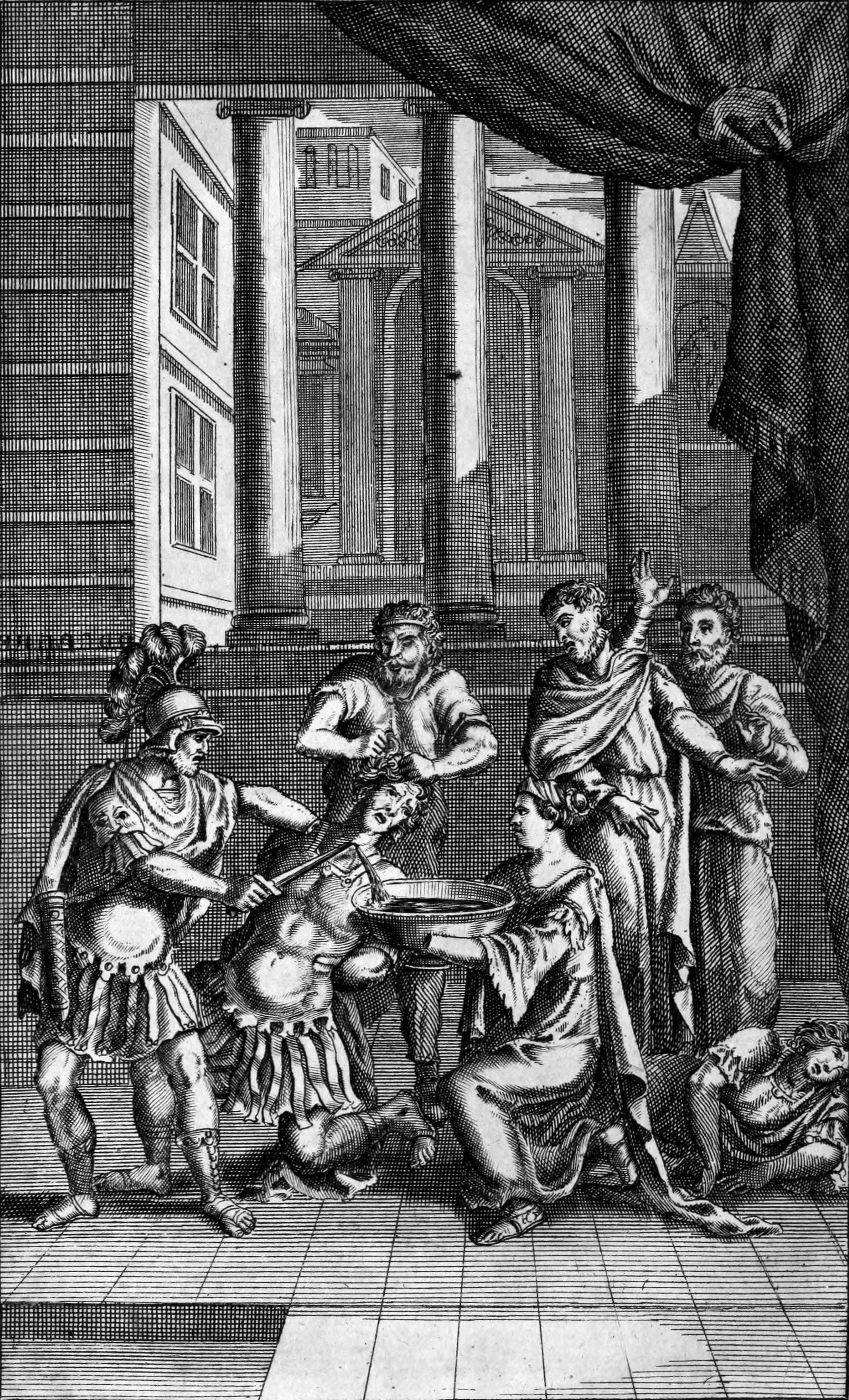
تصویری از مرگ چیرون و دمتریوس. طراحی شده توسط نیکولاس روو (۱۷۰۹)

- صحنه دوم (روبروی خانه‌ی تیتوس): تامورا و پسرانش که خود را در قالب خدایان انتقام و قتل و بی‌عفتی در آورده‌اند برای گول زدن تیتوس به نزد او می‌روند تا اورا مجاب کنند که پسرش لوسیوس را به روم فرا بخواند و تیتوس هم که به عمد خود را به دیوانگی زده حرف آن‌ها را قبول می‌کند. تامورا برای اطلاع دادن به ساتورنینوس می‌رود و پسرانش را نزد تیتوس می‌گذارد. تیتوس هم آن‌ها را گرفته و گلویشان را می‌برد و به شکلی رعب‌آور خون آن‌ها را گرفته و از پودر استخوانشان غذا درست می‌کند تا مراسم پیش رو خونین تر از جشن سنتورها شود.[۶]
- صحنه سوم (صحن خانه‌ی تیتوس): جشنی برای صلح در خانه تیتوس برگزار شده در حالی که غذای این جشن لاشه‌ی پسران ملکه است. در این جشن خون‌آلود تیتوس از ساتورنینوس می‌پرسد اقدام ویرجینیوس برای قتل دخترش[۷] صحیح بوده و ساتورنینوس اقدام او را تایید می‌کند و بلافاصله تیتوس لاوینیا را برای پایان دادن به این مشقت می‌کشد. ساتورنینوس از این کار متعجب می‌شود و تیتوس به آن‌ها می‌گوید که پسران شهوت ران تامورا مرتکب تجاوز به لاوینیا شده‌اند. امپراتور آن‌ها را احضار می‌کند ولی تیتوس به همه می‌گوید که آن‌ها در شکم ملکه و پادشاه و در غذای آن‌ها هستند بعد هم تامورا را می‌کشد. ساتورنینوس به انتقام تیتوس را کشته و لوسیوس در عملی متقابل ساتورنینوس را می‌کشد. لوسیوس به عنوان امپراتور جدید روم انتخاب شده و جسد لاوینیا و تیتوس با احترام در مقبره به خاک سپرده می‌شود و جسد ساتورنینوس نیز در کنار پدرش دفن می‌شود ولی تامورا دفن نشده و بدنش را در بیابان می‌اندازند تا خوراک حیوانات شود. هارون نیز که ابداً متاسف کارهایی که انجام داده نیست تا سینه در خاک قرار می‌گیرد تا از گرسنگی بمیرد. لوسیوس عهد می‌کند که روم را با عدل و انصاف اداره کند.